# قطعنامه ۸۲۲ شورای امنیت
قطعنامه ۸۲۲ شورای امنیت سازمان ملل متحد که در تاریخ ۳۰ آوریل ۱۹۹۳ تصویب شد، سندی بین‌المللی دربارهٔ ارمنستان-جمهوری آذربایجان است. این قطعنامه طی نشست ۳۲۰۵ام با ۱۵ رای موافق، ۰ مخالف و ۰ ممتنع تصویب شد.